# Melio Bettina
Melio Bettina (Bridgeport, 18 novembre 1916 – Beacon, 20 dicembre 1996) è stato un pugile statunitense.

## Gli inizi
Di famiglia di origine italiana. Pugile mancino, fu un ottimo dilettante. Batté nel torneo Golden Gloves il futuro campione mondiale dei medi Tony Zale.

## Carriera da professionista
Divenne professionista nel 1934. Il 23 febbraio 1939, al Madison Square Garden di New York, battendo per KOT al 9º round il forte afroamericano Tiger Jack Fox, conquistò il campionato mondiale dei mediomassimi.
Il 13 luglio dello stesso anno, sempre al Madison, dovette consegnare il titolo al grande Billy Conn, che lo batté ai punti anche nella rivincita, disputata il 25 settembre sempre del 1939.
Nel corso della carriera incontrò alcuni grandissimi pugili della propria categoria, quali Jimmy Bivins, Fred Apostoli, Gus Lesnevich.